# Sleaford
Sleaford – miasto i civil parish w Wielkiej Brytanii, w Anglii, w hrabstwie Lincolnshire, w dystrykcie North Kesteven. W 2011 roku civil parish liczyła 17 671 mieszkańców.